# إزرائيل فارغاس
إزرائيل فارغاس (بالإسبانية: Israel Vargas)‏ هو لاعب كرة قدم مكسيكي، ولد في 6 مارس 1984 في مدينة مكسيكو في المكسيك.